# New Skin for the Old Ceremony
New Skin for the Old Ceremony ist das im August 1974 veröffentlichte vierte Studioalbum (und nach Live Songs von 1973 insgesamt fünfte Album) des kanadischen Singer-Songwriters Leonard Cohen. Es stellt eine erste Abwendung vom karg instrumentierten Frühwerk Cohens zu umfangreicheren Arrangements hin dar.

## Entstehung
Nach zwei Alben mit Bob Johnston holte Cohen diesmal John Lissauer als Produzenten und wird auch selbst als Co-Produzent geführt. Das Album entstand im Februar 1974 im Sound Ideas Studio in New York. Verfügten die vorherigen Alben nur über Streicher als Instrumentierung, hatte dieses Album eine umfangreiche Besetzung: Cohen selbst spielte wie üblich die Gitarre, Lissauer spielte Keyboard und Holzbläser, Gerald Chamberlain Posaune, Lewis Furey Bratsche, Ralph Gibson Gitarre, Jeff Layton Banjo, Mandoline, Gitarre und Trompete, John Miller und Don Payne Bass, Barry Lazarowitz, Roy Markowitz und Armen Halburian Schlagzeug. Backup-Sängerinnen waren Emily Bindiger, Erin Dickins, Janis Ian und Gail Kantor.
Um das Stück Chelsea Hotel #2 gab es Kontroversen: Ron Cornelius, der an den vorigen Alben mitgearbeitet hatte, verlangte später, für seine Beteiligung am Schreiben der Melodie aufgeführt zu werden, und die #2 im Titel soll hinzugefügt worden sein, um ihn ausschließen zu können. Es gibt jedoch auch eine leicht abweichende Version, die nur live aufgeführt wurde und als #1 bezeichnet wird.
Das Album ist das erste Cohens, das nicht das Wort Songs im Titel hat. Auch das Coverbild weicht ab: erstmals ist nicht ein Porträt Cohens zu sehen, sondern eine Abbildung nackter, geflügelter Figuren aus dem alchemistischen Werk Rosarium philosophorum. In den USA wurde dies teils als anstößig empfunden und durch eine Photographie Cohens ersetzt.

## Stil und Inhalt
New Skin hat von Cohens frühen Alben die größte Diversität der einzelnen Stücke, gemeinsam ist ihnen primär die umfangreichere Instrumentierung, die jedoch weiterhin klar als Hintergrund zu Cohens Texten dient. Diese fallen weiterhin sehr poetisch mit umfangreichen Metaphern und Wortgemälden aus.
Chelsea Hotel #2 erzählt von einem bekannten New Yorker Künstlerhotel und Cohens Beziehung zu Janis Joplin. Mit Field Commander Cohen, das Liebesthemen mit einem grotesken Geheimdienst-Setting mischt, und A Singer must die, das von einem imaginären Gerichtsprozess gegen einen Sänger (Cohen selbst) wegen zu anstößiger und libertärer Lieder erzählt, enthält das Album Cohens bis dahin humoristischste und sozialkritischste Lieder.
Who by Fire basiert auf dem jüdischen Gebet Unetaneh tokef und ist somit Cohens klarster Bezug auf seine jüdische Herkunft. Lover Lover Lover scheint auf den ersten Blick ein Liebeslied zu sein, erzählt aber vom Konflikt des Menschen mit Gott. Leaving Green Sleeves ist eine Bearbeitung des traditionellen Liedes Greensleeves.

## Erfolg und Nachwirkung
In Großbritannien erreichte das Album nach den Top-10-Platzierungen der beiden Vorgänger lediglich Platz 24. Lover Lover Lover war dank seines eingängigen Refrains Cohens einziger Top-10-Hit in Deutschland. Die Stücke dieses Albums wurden für Cohens Verhältnisse recht selten gecovert.
Cohen selbst spielte Chelsea Hotel #2 oft auf Konzerten und erklärte dabei explizit, dass es sich auf Joplin bezieht. 1994 bekannte er in einem BBC-Interview, dass dies indiskret gewesen sei und er sich gerne bei Joplins Geist entschuldigen würde. I Tried to Leave You benutzte er oft in stark verlängerten Versionen zur Vorstellung seiner Konzertbands.
Im September und Oktober 1974 stellte Cohen die Lieder der Platte auf seiner dritten Europa-Tournee vor und im November 1974 auf seiner ersten USA-Tournee.
Zum Halloween-Fest am 31. Oktober 2024 veröffentlichte die Doom-Metal-Band Lucifer mit Gastsänger Bobby Liebling von der Doom-Metal-Band Pentagram im Duett mit Lucifer-Sängerin Johanna Platow Andersson eine Cover-Version des Songs Who by Fire.

## Titelliste
LP Seite 1
1. Is This What You Wanted – 4:13
2. Chelsea Hotel #2 – 3:02
3. Lover Lover Lover – 3:17
4. Field Commander Cohen – 4:02
5. Why Don't You Try – 3:53

LP Seite 2
1. There Is a War – 3:01
2. A Singer Must Die – 3:20
3. I Tried to Leave You – 2:42
4. Who by Fire – 2:29
5. Take This Longing – 4:05
6. Leaving Green Sleeves (Traditional) – 2:37